# Ben van Oosten
Ben van Oosten (* 8. April 1955 in Den Haag) ist ein niederländischer Organist und Hochschullehrer.
Oosten studierte Orgel und Klavier in Amsterdam und Paris. Er lehrt als Professor am Konservatorium Rotterdam. Schwerpunkt seiner künstlerischen Tätigkeit ist die symphonische Orgelmusik. Seine Einspielungen von Tondokumenten wurden mit mehreren Schallplattenpreisen ausgezeichnet, so dem Preis der deutschen Schallplattenkritik und dem Diapason d’or. Für seine Verdienste um die französische Orgelmusik wurde er von der französischen Regierung zum Chevalier dans l’Ordre des Arts et des Lettres ernannt. Er wirkt als Titularorganist an der Grote Kerk in Den Haag.
Ben van Oosten baute sich – unter Anleitung des Orgelbauers Van den Heuvel – 1999–2000 eine Hausorgel mit 16 Registern auf drei Manualen und Pedal.
| I Grand-Orgue C–g3 |                  |        |
| 1.                 | Montre           | 8′     |
| 2.                 | Flûte Harmonique | 8′     |
| 3.                 | Flûte à Chéminée | 8′     |
| 4.                 | Prestant         | 4′     |
| 5.                 | Quinte           | 2 ⁄3′  |
| 6.                 | Doublette        | 2′     |
| 7.                 | Tierce           | 1 3⁄5′ |

| II Positif C–g3 |             |       |
| 8.              | Bourdon     | 8′    |
| 9.              | Flûte Douce | 4′    |
| 10.             | Larigot     | 1 ⁄3′ |

| III Récit Expressif C–g3 |                   |    |
| 11.                      | Flûte Traversière | 8′ |
| 12.                      | Viole de Gambe    | 8′ |
| 13.                      | Voix Céleste      | 8′ |
| 14.                      | Flûte Octaviante  | 4′ |
| 15.                      | Basson-Hautbois   | 8′ |

| Pedal C–f1 |         |     |
| 16.        | Bourdon | 16′ |

- Koppeln: II/I, III/I (auch als Sub- und Superoktavkoppeln), I/P, II/P, III/P

## Veröffentlichungen
- Vater der Orgelsinfonie. Verlag Peter Ewers, Paderborn 1997, ISBN 3-928243-04-7.